# Haute-Savoie
Haute-Savoie este un departament în sud-estul Franței, situat în regiunea Auvergne-Ron-Alpi. 
Împreună cu departamentul Savoie au format Ducatul de Savoia ai cărui duci în urma obținerii coroanei sarde au devenit unii din cei mai puternici șefi de stat din Peninsula Italiană. În timpul Revoluției Franceze și a Primului Imperiu Francez, Savoia a fost anexată Franței, iar teritoriul departamentului Haute-Savoie a făcut parte din departamentele Mont-Blanc și Léman. În 1814 Ducatul de Savoia a fost restituit Regatului Sardiniei, dar în perioada unificării Italiei, Franța a primit Ducatul de Savoia și Comitatul Nisa drept compensație pentru ajutorul acordat trupelor italiene. În regiune a fost organzat un plebiscit, populația ducatului alegând să se alăture Franței în ciuda unei puternice mișcări de neutralitate și a unor relații foarte bune cu Elveția. Este ultimul teritoriu metropolitan atașat Franței. 
În departament se află Mont Blanc, cel mai înalt vârf din Europa, și un mare număr de stațiuni montane, ca Chamonix unde a avut loc Olimpiada de iarnă din 1924. Tot aici se afă și izvoarele de apă minerală Evian.

## Localități selectate

### Prefectură
- Annecy

### Sub-prefecturi
- Bonneville
- Saint-Julien-en-Genevois
- Thonon-les-Bains

### Alte orașe
- Annemasse
- Chamonix-Mont-Blanc

### Alte localități
- Le Grand-Bornard
- Sancellemoz

## Diviziuni administrative
- 4 arondismente;
- 34 cantoane;
- 294 comune;